# Plinia sebastianopolitana
Plinia sebastianopolitana är en myrtenväxtart som beskrevs av Graziela Maciel Barroso. Plinia sebastianopolitana ingår i släktet Plinia och familjen myrtenväxter. Inga underarter finns listade i Catalogue of Life.